# 이주중원
이주중원(爾朱仲遠, ? ~ ?)은 북위(北魏)의 무장이다. 이주언백(爾朱彦伯)의 동생이자 이주세륭(爾朱世隆)의 형이며, 이주영(爾朱榮)의 종제(從弟)이다. 수용군(秀容郡) 출신이다.

## 생애
화주자사(華州刺史)인 이주매진(爾朱買珍)의 아들로 태어났으며, 육진의 난이 일어나자 이주영(爾朱榮)을 따라 종군했다.
이후 528년 효장제(孝莊帝)가 제위에 오르자 영원장군(寧遠將軍) · 보병교위(歩兵校尉)를 제수받았으며, 그 뒤 평북장군(平北將軍) · 건흥군태수(建興郡太守)로 승진한 뒤 돈구현개국후(頓丘縣開國侯)에 봉해졌다. 이후 산기상시(散騎常侍)를 더하였으며, 사지절(使持節) · 거기장군(車騎將軍) · 건주자사(虔州刺史)로 임명된 뒤 시중(侍中)을 추가하였다. 그 뒤 청하군공(淸河郡公)에 봉해졌으며, 거기대장군(車騎大將軍) · 좌광록대부(左光禄大夫)를 겸했다. 이후 사지절(使持節) · 본장군(本將軍) · 서주자사(徐州刺使)가 되었으며, 상서좌복야(尙書左僕射)를 더하였다.
그 뒤 530년 이주영이 살해당하자 낙양으로 병사를 진군시켜 서연주(西兗州)를 점령한 뒤 동군(東郡)를 공격했으며, 이에 효장제는 정선호(鄭先護)와 하발승(賀拔勝)에게 이주중원의 토벌을 명하였으나 하발승은 패배한 뒤 항복했으며 정선호 또한 이주조(爾朱兆)가 합세하자 도주하였다.
이후 다른 이주씨 일족들과 함께 원엽(元曄)을 옹립한 뒤 표기대장군(驃騎大將軍) · 개부의동삼사(開府儀同三司) · 서주자사(徐州刺使) · 동도대도독(東道大都督) · 대행대(大行臺)를 제수받았으며, 팽성왕(彭城王)으로 추봉되었다. 그 뒤 대장군(大將軍) 및 상서령(尙書令)으로 승진했으며, 서주(徐州)에 부임하지 않고 대량(大梁)에 주둔하며 본장군(本將軍) 및 연주자사(兗州刺使)를 추가했다.
그 뒤 부자들에게 세금을 빼앗거나 무고한 여인에게 함부로 손을 대거나 형양(滎陽) 동쪽에서 징수되는 세금을 모두 자신이 사적으로 사용하는 등의 전횡을 저질렀으며, 대행대에서 면직된 뒤 태재(太宰)가 되었다.
이후 531년 고환(高歡)이 이주씨 일족들을 섬멸하기 위해 거병하자 이주도율(爾朱都律) 등과 함께 고환과 싸웠으나 이주씨 일족의 내분으로 패하였으며, 532년 양나라(梁)에 망명한 뒤 강남(江南)에서 객사하였다.